# Hassiba Amrouche
Hassiba Amrouche (née le 1er janvier 1954 à la Casbah d'Alger) est une interprète algérienne de musique kabyle.

## Biographie
Hassiba Amrouche est née le 1er janvier 1954 à la Casbah d'Alger au sein d'une famille originaire de Beni Ourtilane (Sétif). À six ans, sur le chemin de l'école, ses copines lui promettaient une tannée si elle ne leur chantait pas une chanson. Elle connaissait par cœur le répertoire de Abdelhalim Hafez.
Jeune fille, elle devient la vedette des cérémonies familiales mais son père ne voulait pas du tout entendre parler de sa fille sur scène et ce n'est qu'après sa mort qu'elle tenta sa chance.
Elle se présenta à l'émission Alhane wa Chabab en 1979. Elle interpréta avec brio Fi youm wa lila (En un jour et une nuit) de Warda al-Jazairia et obtient le premier prix de l'émission. Sans vraiment émerger. elle fut cependant contactée par le maesto Abdelwahab Salim qui la distribua dans une opérette écrite par le poète Abdelkader BENMOHAMED pour la commémoration de novembre 1954 aux côtés de Yousfi Tewfik Lamari. etc., Law 'aad (S'il revient).
Une belle composition de Noubli Fadel constitua un tournant dans sa carrière. Seule et unique chanson enregistrée par la télévision, au début de l'année 1980 dans un studio à El Biar, elle ne sera jamais diffusée car aucun éditeur n'en voulait. Sa chanson Addhoumouhou (Je le serre contre moi), orientale pourtant, toujours du même talentueux Fadhel, eut un grand retentissement. La chanteuse reçut un énorme courrier après son passage sur les ondes.
Par la suite du licenciement de Noubli, Hassiba part tenter l'expérience européenne où elle chante dans les boites à Paris et à Londres. Cela lui permet d'affiner Sa technique vocale. Après un silence qui dure plusieurs années, elle refait surface en 1991 avec un genre plus léger. La chanson Houa farhi ou saâdi (Il est ma joie et mon bonheur), à laquelle collabore le grand parolier Mohamed Angar, est un beau succès. C'est sa première cassette. Après quatre mois de galère, l'éditeur Amar Boucherit, plus connu sous le nom de Amar DDA, en référence au nom de sa boite, accepte de la faire passer. Deux mois plus tard, c'est le grand boum. Le succès est total. Avec Angar Hassiba va enregistrer au moins cinq autres cassettes depuis 1989 dont El Hout Fel Bhar, Salamate et Baroudia. 
Cédant à son public. elle produit en septembre 1995, chez. Vidéo-Loisirs de Said Dadouche, en collaboration avec Kamal Hamadi, Nbgha n zhou (on veut se défouler). 

## Discographie
1. Said el Arbi
2. Ayimaaradhen
3. Houa farhi ou saâdi
4. Aya ghrib
5. Echjour Yethouzou
6. Yousser Adirouh
7. Ezzine lakbayel
8. Ellaawatna
9. Sniwa difedjalen
10. Si arth wartilan
11. Cheikh Mohamed Oul
12. Avehri
13. Al ward lferess
14. Mabrouk laares
15. A laamar
16. Anzour El wali
17. Sers Iwalnikh
18. Aya zarzour
19. Enaqous
20. Alqad Oughanim
21. Avrid Waqbou